# Peter Wright (darter)
Peter Wright (ur. 10 marca 1970 roku w Livingston w Szkocji) – szkocki darter, dwukrotny zwycięzca turnieju PDC World Darts Championship w latach 2020 oraz 2022. Zajmuje aktualnie dwunaste miejsce w rankingu PDC Order of Merit. Zwycięzca 11 telewizyjnych turniejów w PDC. Ukończył partię dziewiątą lotką w PDC grając mecz z Darylem Gurneyem w turnieju Premier League.

## Początki kariery
Szkot zaczynał jako 24-latek w organizacji BDO. Rozegrał mecz w pierwszej rundzie w BDO World Darts Championship w 1995. Wówczas uległ 1-3 z Richiem Burnettem. Rzucał w BDO do 2004 po czym opuścił organizację i dołączył do PDC. Wziął udział w UK Open w 2005 jednak nie odniósł większego sukcesu. 

## Wyniki na Mistrzostwach Świata PDC
- 2010 Pierwsza runda (przegrana 1-3 z Michaelem van Gerwenem)
- 2011 Trzecia runda (przegrana 1-4 z Philem Taylorem)
- 2012 Pierwsza runda (przegrana 1-3 z Jelle Klasenem)
- 2013 Druga runda (przegrana 2-4 z Michaelem van Gerwenem)
- 2014 Drugie miejsce (przegrana 4-7 z Michaelem van Gerwenem)
- 2015 Ćwierćfinał (przegrana 1-5 z Garym Andersonem)
- 2016 Ćwierćfinał (przegrana 2-5 z Adrianem Lewisem)
- 2017 Półfinał (przegrana 3-6 z Garym Andersonem)
- 2018 Druga runda (przegrana 1-4 z Jamiem Lewisem)
- 2019 Druga runda (przegrana 1-3 z Tonim Alcinasem)
- 2020 Zwycięstwo (wygrana 7-3 z Michaelem van Gerwenem)
- 2021 Trzecia runda (przegrana 3-4 z Gabrielem Clemensem)
- 2022 Zwycięstwo (wygrana 7-5 z Michaelem Smithem)
- 2023 Trzecia runda (przegrana 1-4 z Kimem Huybrechtsem)
- 2024 Druga runda (przegrana 0-3 z Jimem Williamsem)

## Osobowość sceniczna
Wright jest znany z posiadania kolorowych włosów, których kolor regularnie zmienia, zazwyczaj co mecz. Pomaga mu w tym jego żona Joanne. Układanie jego fryzury zajmuje nawet dwie godziny dziennie. Szkot również często wychodzi na scenę w różnych strojach tematycznych, np. za Grincha z filmu Grinch: Świąt nie będzie, podczas okresu Bożonarodzeniowego.